# 时空领航员
《时空领航员》是一款由冈本吉起设计的飞行射击类街机游戏。该游戏由科乐美于1982年在全球发行，由百图里在美国进行地区代理发行，由雅达利有限公司在欧洲，中东及非洲三个地区进行代理发行。在游戏的空战场景中，玩家需控制喷气式飞机飞跃无限滚动的空域。该游戏以时间旅行为主题，每一关卡有不同的时期的背景。
该游戏自顶向下的续集《时空领航员84》于1984年在街机上发行。该游戏没有使用时间旅行的主题，而是选择了未来的场景。

## 玩法
玩家在游戏中将扮演未来战斗机飞行员的角色，并尝试营救被困在不同时代的其他飞行员。游戏關卡分為五个时期，即五关：1910、1940、1970、1982/1983、2001。第五关结束后，游戏將从头重新开始。在每个关卡中，玩家会先与敌方的飞机作战，然后再与更强大的飞行器作战。玩家所操控战斗机始终位于屏幕中央。最终，玩家所操控的飞机会与其所在时期的敌方母舰作战，母舰被击败后，玩家就会进入下一关。跳伞飞行员偶尔会出现并给予玩家积分。如果玩家所操控的战斗机与敌方的子弹、飞机或导弹相撞，战斗机就会被摧毁。如果最后一个敌方被摧毁，游戏就会结束。

## 开发
根据冈本吉起的说法，刚开始时任科乐美的老板上月景正拒绝了他的关于这款游戏的设想并安排他去开发一款驾驶游戏。于是他就一边他的老板面前假装正在开发驾驶游戏，一边私下里指示他的程序员按照他的想法工作。

## 评价
日本《Game Machine》年度排行榜将《时空领航员》列为1982年收入第五高的街机游戏。《Game Machine》后来在其1983年6月1日发行的杂志上将《时空领航员》列为当月第十八大最受欢迎的街机游戏。
美国《Play Meter》于1983年2月将该游戏收入排行榜榜首。娱乐与音乐运营商协会（AMOA）后来将其列为1983年收入最高的13款街机游戏之一。
《电脑与电子游戏》杂志在街机游戏发行时给予了普遍好评。

## 其他平台
1983年，该游戏在雅达利2600、MSX及ColecoVision上发布了移植版。1999年，PlayStation在1999年将其收录于《冈本吉起经典街机游戏》合辑中。2002年3月8日，「Game Boy Advance」将其收录于《冈本吉起收藏家系列：高级街机游戏》合辑中。2004年，一款发布于日本的移动手机「i-mode」内置该游戏。2006年，Xbox 360将其收录于《Xbox热门街机游戏》合辑中。微软的游戏室在2010年5月为其旗下的Xbox 360控制台和安装了Windows的个人电脑安装该游戏。此外，任天堂DS也将其收录于《冈本吉起经典系列：街机游戏选辑》中。